# آدم أوين
آدم أوين (بالإنجليزية: Adam Owen)‏ (5 سبتمبر 1980 في المملكة المتحدة - ) هو لاعب كرة قدم بريطاني في مركز الوسط. لعب مع نادي ريكسهام.

## وصلات خارجية
- آدم أوين على موقع قاعدة بيانات كرة القدم.إي يو (الإنجليزية)